# Северная Маматовка

Северная Маматовка — река в России, протекает в Прилузском районе Республики Коми и Нагорском районе Кировской области. Устье реки находится в 5,2 км по левому берегу реки Маматовка. Длина реки составляет 11 км.
Река берёт начало на Северных Увалах близ границы Республики Коми и Кировской области в 22 км к северо-востоку от села Летка. Исток лежит на водоразделе Летки и Кобры, рядом с истоком Северной Маматовки лежит верхнее течение реки Малый Орсас, притока Летки. Река течёт на юго-восток по ненаселённому лесному массиву, верхнее течение лежит в Республике Коми, нижнее — в Кировской области. Впадает в Маматовку в урочище Мамат в 15 км к северо-западу от посёлка Бажелка (центр Метелевского сельского поселения).

## Данные водного реестра
По данным государственного водного реестра России относится к Камскому бассейновому округу, водохозяйственный участок реки — Вятка от истока до города Киров, без реки Чепца, речной подбассейн реки — Вятка. Речной бассейн реки — Кама.
По данным геоинформационной системы водохозяйственного районирования территории РФ, подготовленной Федеральным агентством водных ресурсов:
- Код водного объекта в государственном водном реестре — 10010300212111100031112
- Код по гидрологической изученности (ГИ) — 111103111
- Код бассейна — 10.01.03.002
- Номер тома по ГИ — 11
- Выпуск по ГИ — 1